# Halowe Mistrzostwa Europy w Lekkoatletyce 2013 – skok o tyczce kobiet
Skok o tyczce kobiet – jedna z konkurencji rozegranych podczas halowych lekkoatletycznych mistrzostw Europy w hali Scandinavium w Göteborgu.
Tytułu wywalczonego 2 lata temu w Paryżu broniła Anna Rogowska.

## Rekordy
| Rekord świata                        | Jelena Isinbajewa | 5,01 | Sztokholm, Szwecja         | 23 lutego 2012 |
| Rekord Europy                        | Jelena Isinbajewa | 5,01 | Sztokholm, Szwecja         | 23 lutego 2012 |
| Rekord mistrzostw Europy             | Jelena Isinbajewa | 4,90 | Madryt, Hiszpania          | 6 marca 2005   |
| Najlepszy wynik na świecie w sezonie | Yarisley Silva    | 4,78 | Sztokholm, Szwecja         | 21 lutego 2013 |
| Najlepszy wynik w Europie w sezonie  | Holly Bleasdale   | 4,77 | Sheffield, Wielka Brytania | 9 lutego 2013  |

## Terminarz
| Data    | Godzina |            |
| ------- | ------- | ---------- |
| 1 marca | 17:15   | Eliminacje |
| 2 marca | 16:10   | Finał      |

## Rezultaty
| NR – rekord kraju \| WL – najlepszy tegoroczny wynik na listach światowych \| EL – najlepszy tegoroczny wynik na listach europejskich |
| SB – najlepszy wynik w sezonie \| PB – rekord życiowy                                                                                 |

### Eliminacje
Do eliminacji zgłoszono 20 tyczkarek. Aby awansować do finału – w którym startuje ósemka zawodniczek – należało uzyskać wynik 4,56 (Q). W przypadku gdyby rezultat ten osiągnęła mniejsza liczba skoczkiń – lub żadna ze startujących – kryterium awansu były najlepsze wyniki uzyskane przez sportsmenki (q).
| Poz. | Zawodniczka            | Reprezentacja   | #3,96 | #4,16 | #4,36 | #4,46 | #4,56 | Rezultat | Uwagi |
| ---- | ---------------------- | --------------- | ----- | ----- | ----- | ----- | ----- | -------- | ----- |
| 1.   | Anastasija Sawczenko   | Rosja           | –     | –     | o     | o     | o     | 4,56     | Q     |
| 2.   | Holly Bleasdale        | Wielka Brytania | –     | –     | xo    | o     | o     | 4,56     | Q     |
| 3.   | Jiřina Svobodová       | Czechy          | –     | –     | o     | o     | xo    | 4,56     | Q     |
| 4.   | Anżelika Sidorowa      | Rosja           | –     | o     | o     | xo    | xo    | 4,56     | Q, =  |
| 5.   | Angielina Żuk-Krasnowa | Rosja           | –     | o     | o     | o     | xx-   | 4,46     | q     |
| 6.   | Kristina Gadschiew     | Niemcy          | –     | –     | xo    | o     | xx-   | 4,46     | q     |
| 6.   | Anna Rogowska          | Polska          | –     | –     | xo    | o     | xxx   | 4,46     | q     |
| 8.   | Katharina Bauer        | Niemcy          | –     | xo    | o     | xxo   | xx-   | 4,46     | q,    |
| 9.   | Angelica Bengtsson     | Szwecja         | –     | xxo   | o     | xxo   | xxx   | 4,46     | SB    |
| 10.  | Nikoleta Kiriakopulu   | Grecja          | –     | o     | xo    | xxx   |       | 4,36     |       |
| 10.  | Romana Maláčová        | Czechy          | –     | o     | xo    | xxx   |       | 4,36     |       |
| 12.  | Roberta Bruni          | Włochy          | –     | xo    | xo    | xxx   |       | 4,36     |       |
| 13.  | Minna Nikkanen         | Finlandia       | –     | o     | xxo   | xxx   |       | 4,36     |       |
| 13.  | Katerina Stefanidi     | Grecja          | –     | o     | xxo   | xxx   |       | 4,36     |       |
| 15.  | Malin Dahlström        | Szwecja         | –     | o     | xxx   |       |       | 4,16     |       |
| 15.  | Caroline Bonde Holm    | Dania           | –     | o     | xxx   |       |       | 4,16     |       |
| 15.  | Cathrine Larsåsen      | Norwegia        | –     | o     | xxx   |       |       | 4,16     |       |
| 15.  | Stela-Iro Ledaki       | Grecja          | o     | o     | xxx   |       |       | 4,16     |       |
| 15.  | Tori Pena              | Irlandia        | –     | o     | xxx   |       |       | 4,16     |       |
| 20.  | Giorgia Benecchi       | Włochy          | o     | xo    | xxx   |       |       | 4,16     |       |

### Finał
| Poz. | Zawodniczka            | Reprezentacja   | 4,22 | 4,37 | 4,52 | 4,62 | 4,67 | 4,72 | 4,72 | 4,67 | Rezultat | Uwagi |
| ---- | ---------------------- | --------------- | ---- | ---- | ---- | ---- | ---- | ---- | ---- | ---- | -------- | ----- |
|      | Holly Bleasdale        | Wielka Brytania | –    | o    | o    | x-   | xo   | xxx  | x    | o    | 4,67     |       |
|      | Anna Rogowska          | Polska          | –    | o    | xo   | o    | xo   | xxx  | x    | x    | 4,67     | SB    |
|      | Anżelika Sidorowa      | Rosja           | o    | o    | o    | o    | xxx  |      |      |      | 4,62     | PB    |
| 4.   | Jiřina Svobodová       | Czechy          | –    | o    | xo   | o    | xxx  |      |      |      | 4,62     |       |
| 5.   | Anastasija Sawczenko   | Rosja           | -    | xo   | xxx  |      |      |      |      |      | 4,37     |       |
| 5.   | Angielina Żuk-Krasnowa | Rosja           | o    | xo   | xxx  |      |      |      |      |      | 4,37     |       |
| 7.   | Kristina Gadschiew     | Niemcy          | –    | xxo  |      |      |      |      |      |      | 4,37     |       |
| 8.   | Katharina Bauer        | Niemcy          | o    | xxx  |      |      |      |      |      |      | 4,22     |       |